# Ravno Brezje
Ravno Brezje is een plaats in de gemeente Kumrovec in de Kroatische provincie Krapina-Zagorje. De plaats telt 258 inwoners (2001).